# Simone Bittencourt de Oliveira
Simone Bittencourt de Oliveira, nota anche solo come Simone (Salvador, 25 dicembre 1949), è una cantante ed ex cestista brasiliana, esponente di Música popular brasileira.

## Biografia
Nata da Otto Gentil de Oliveira e Leticia Bittencourt de Oliveira nel quartiere Brotas di Salvador de Bahia nel 1949, è la settima di nove fratelli.
Nel 1966 si è trasferita a São Caetano do Sul; ha poi studiato educazione fisica a Santos. Diventata giocatrice di basket professionista, ha anche fatto parte per un brevissimo periodo della nazionale brasiliana femminile, tanto da figurare in panchina ai campionati mondiali del 1971. Ha abbandonato lo sport nel 1973 per dedicarsi alla carriera musicale, che dura tuttora.

## Discografia
| - 1973 - Simone - 1973 - Brasil export - 1973 - Expo som 73 - ao vivo - 1974 - Festa Brasil - 1974 - Quatro paredes - 1975 - Gotas d'água - 1977 - Face a face - 1978 - Cigarra - 1979 - Pedaços - 1980 - Simone ao vivo no canecão - 1980 - Simone - 1981 - Amar - 1982 - Corpo e alma - 1983 - Delírios e delícias - 1984 - Desejos - 1985 - Cristal - 1986 - Amor e paixão - 1987 - Vício - 1988 - Sedução | - 1989 - Simone (Tudo por amor) - 1991 - Raio de luz - 1991 - Simone - Procuro olvidarte (spagnolo) - 1993 - Sou eu - 1993 - La distancia (spagnolo) - 1995 - Simone Simone - 1995 - Dos enamoradas (spagnolo) - 1995 - 25 de dezembro - 1996 - Café com leite - 1996 - 25 de diciembre (spagnolo) - 1997 - Brasil, o show - Live - 1998 - Loca (spagnolo) - 2000 - Fica comigo esta noite - 2001 - Seda pura - 2002 - Feminino - Live - 2004 - Baiana da gema - 2005 - Simone ao vivo |